# Innsbruck Bergiselbahnhof

Der Bergiselbahnhof war Ausgangspunkt der Localbahn Innsbruck–Hall i. Tirol am Fuße des Bergisels in Innsbruck. Er war der dritte Bahnhof (nach dem Südbahnhof und Staatsbahnhof) im Großraum Innsbruck. Später wurde er als Betriebshof der Innsbrucker Verkehrsbetriebe genutzt, heute befindet sich hier Endhaltestellen der Linie 1 der Innsbrucker Straßenbahn und der Innsbrucker Mittelgebirgsbahn.

## Geschichte

Lok 2 der Localbahn am Bergiselbahnhof (≈1895)

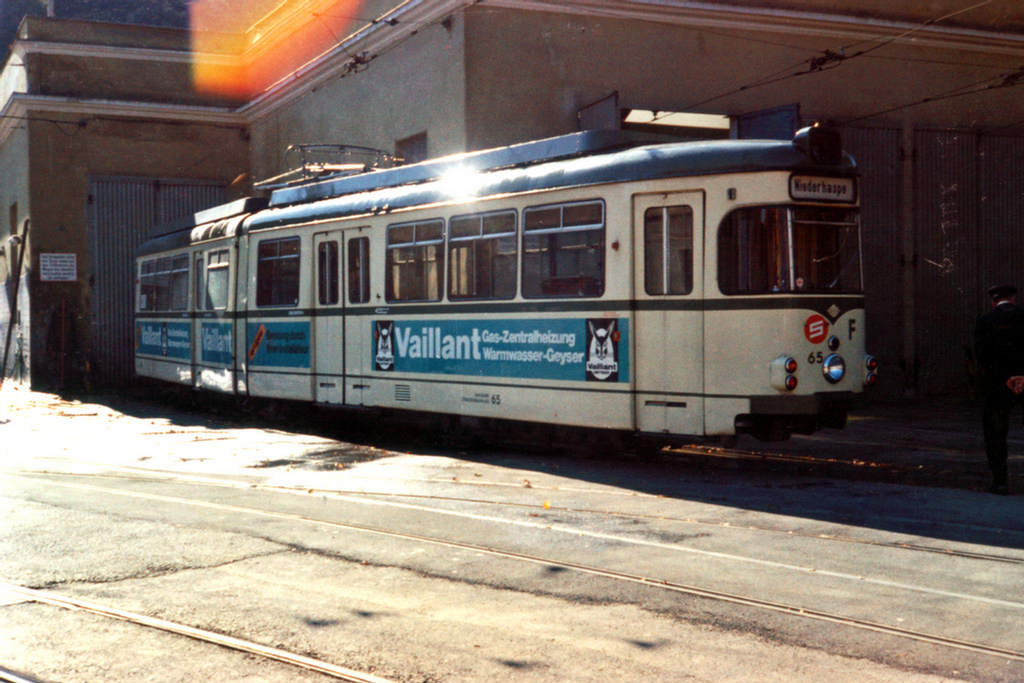
Fahrzeug der Straßenbahn Hagen kurz nach seinem Verkauf an die IVB beim alten Bergiselbahnhof 1976

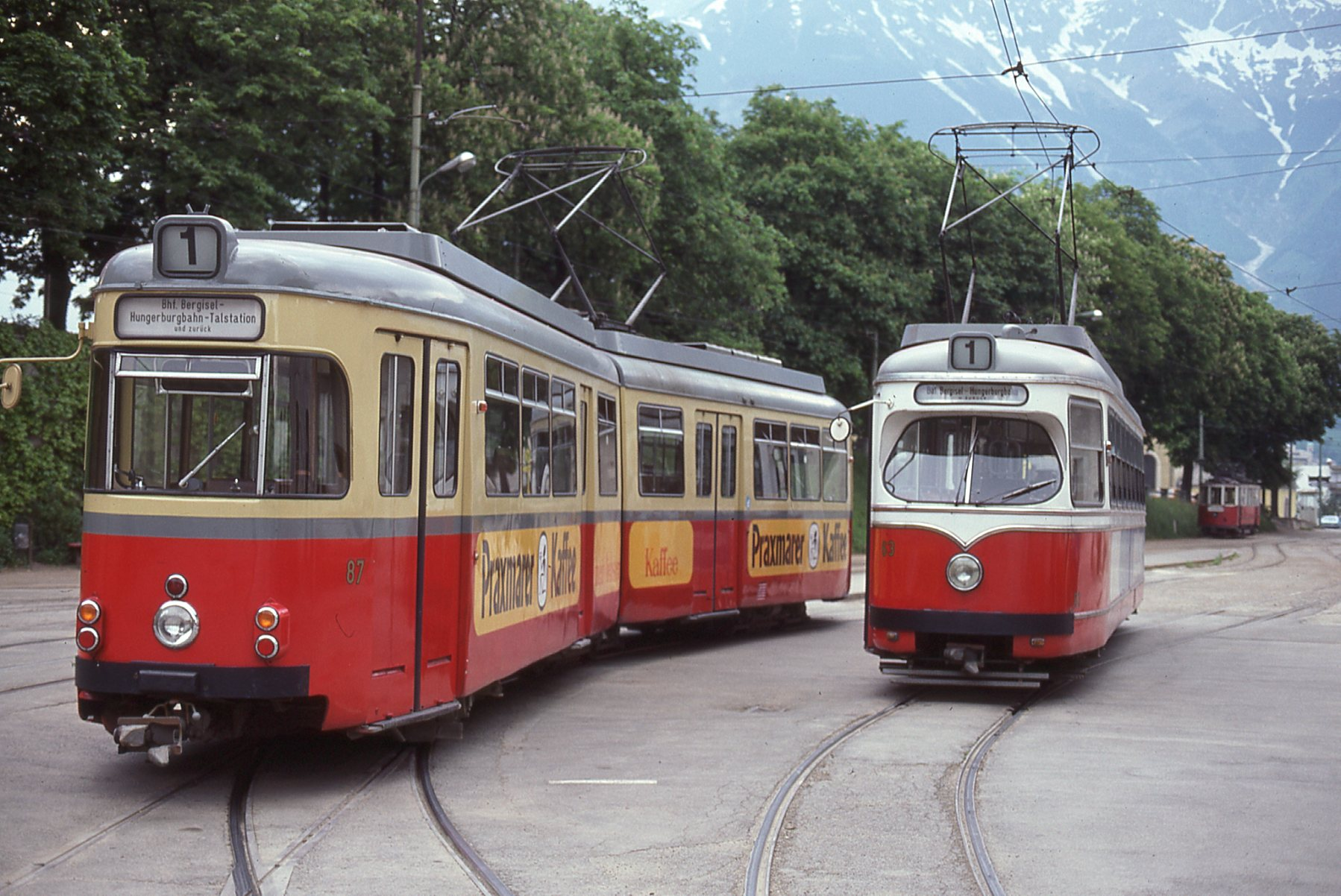
Ex-Hagener Triebwagen 87, Lohner-Triebwagen 63 und im Hintergrund Ex-Basler TW31 (1977)

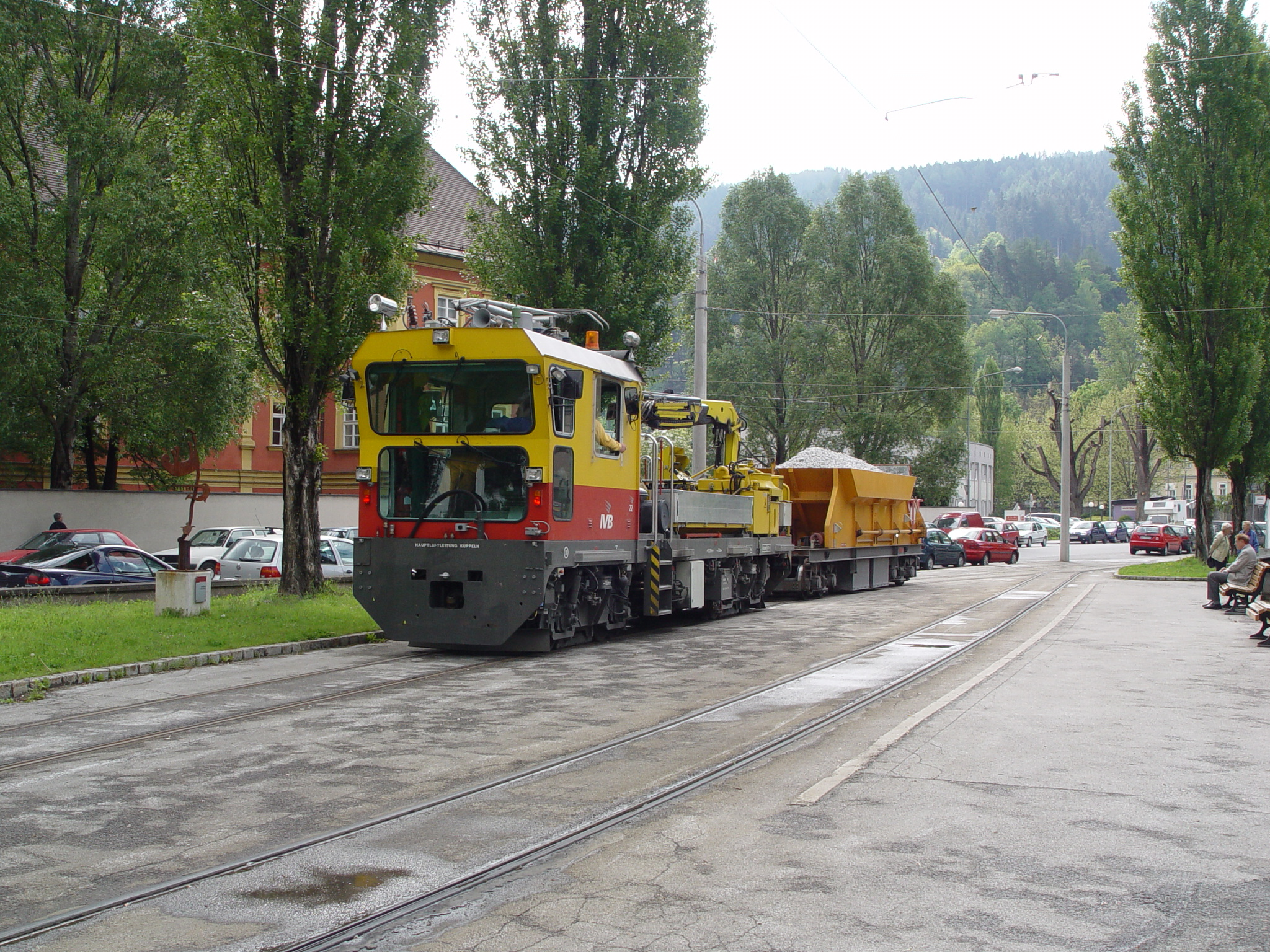
Arbeitszug in der Hst. der Mittelgebirgsbahn des heutigen Bergiselbahnhof; hier in etwa stand früher die Remise der Stadtfahrzeuge

Errichtet wurde der Bergiselbahnhof 1891 für die Localbahn Innsbruck–Hall i. Tirol. Er war der Ausgangspunkt für die gleichnamige, damals noch dampfbetriebene Localbahn. Im Bahnhof befand sich die Verwaltung der Localbahngesellschaft. Südlich der Hauptgebäude befanden sich weitere Remisen, Werkstättengebäude und auch ein Güterdepot. Im Jahr 1900 wurden die Remisenanlagen um einen Bauteil östlich der Klostergasse erweitert, um die Fahrzeuge der neu errichteten Innsbrucker Mittelgebirgsbahn aufnehmen zu können. Aufgrund des Rufes von Igls als Luftkurort bekam der Bahnhof überregionale Bedeutung als Umsteigestelle zwischen Localbahn und Mittelgebirgsbahn. Mit der Eröffnung der Stubaitalbahn 1904 gewann der Bahnhof weiter an Bedeutung, da deren damaliger stadtseitiger Endpunkt, der Stubaitalbahnhof, ganz in der Nähe lag, zudem wurden in weiterer Folge Hauptuntersuchungen der Fahrzeuge der Stubaitalbahn in den Werkstätten der Localbahn im Bergiselbahnhof durchgeführt. 1905 wurde der Bahnhof nochmals erweitert, um die Fahrzeuge der Innsbrucker Straßenbahn aufnehmen zu können. Die Stadtbahnremise war in etwa dort, wo sich heute die Haltestelle der Linie 6 befindet. Ein Zubringergleis zur Endhaltestelle der Straßenbahn beim Staatsbahnhof, dem heutigen Westbahnhof, wurde errichtet. Einige Jahre später wurde auch die Endhaltestelle der Linie 1 zum Bergisel verlegt.
Durch den zunehmenden Autoverkehr ab Anfang der 1930er Jahre verlor der Bergiselbahnhof seine Bedeutung als Bahnhof und bekam immer mehr den Charakter einer Endhaltestelle und eines Betriebshofes. Auch hielt seit Ende der 1930er Jahre die Localbahn nicht mehr im Bergiselbahnhof und die Mittelgebirgsbahn wurde zeitweise bis in die Innenstadt geführt.
1941 wurden die Innsbrucker Verkehrsbetriebe bei gleichzeitiger Zusammenlegung der Localbahngesellschaft mit einigen privaten Buslinien gegründet. Die Busse wurden zum Teil in den nicht mehr benötigten Hallen untergestellt. 1944 wurde eine Halle für den Oberleitungsbus Innsbruck gebaut, die jedoch kurz nach der Inbetriebnahme durch einen Bombenangriff zerstört wurde. Auch das Bahnhofsgebäude wurde bei Bombenangriffen beschädigt. Die O-Bus-Halle wurde nicht mehr aufgebaut und die Busse in einer anderen Halle in Arzl an der Endhaltestelle der Linie C untergestellt.
Da das Gelände des Bergiselbahnhofs von den Innsbrucker Verkehrsbetrieben nur gepachtet worden war und der Vertrag auslief, suchte man Anfang der 1970er Jahre eine Lösung für dieses Problem. Für die Olympischen Winterspiele 1976 wurde direkt westlich des Stubaitalbahnhofs ein Pressezentrum errichtet, für das eine Nachnutzung als Bürokomplex für die Verkehrsbetriebe vorgesehen war. Da man nach Einstellung der Localbahn 1974 und mit dem Bau neuer Werkstätten im neuen Betriebshof nicht mehr so viele Räumlichkeiten brauchte, wurden erste Teile des Bergiselbahnhofs stillgelegt. Mit dem Bau der Straßenbahnhalle am neuen Betriebshof 1981 wurde der Bergiselbahnhof schließlich ganz stillgelegt und abgerissen.

## Aktuell
Heute erinnert noch die Endstation der Linien 1 und 6, sowie der umgangssprachliche Ausdruck „Bergiselbahnhof“ für diese Haltestelle, an den ehemaligen Bahnhof. Von den ursprünglichen Gleisanlagen ist nichts mehr vorhanden. Die Umkehrschleife der Linie 1 sowie die beiden Gleise an der Haltestelle der Linie 6 wurden komplett neu verlegt. An Stelle der alten Remisenanlagen stehen heute Firmengebäude.